# Wandertrieb (Zoologie)
Als Wandertrieb bezeichnet man bei Tieren ein angeborenes Instinktverhalten, das die Tiere dazu veranlasst, ihr Revier und ihren Aktionsraum zu bestimmten Jahreszeiten oder infolge von Umweltveränderungen zu verlassen und ein anderes Gebiet aufzusuchen. Der ausgeprägte Wandertrieb einiger Arten kann als physiologische Grundlage der Tierwanderungen gedeutet werden.

Vorsicht:Krötenwanderung

Wandertrieb ist ein „griffiger“ Begriff, der vor allem von den Vertretern der „physiologischen Theorie der Instinktbewegung“ zur Erklärung der beobachtbaren, komplexen Verhaltensweisen im Zusammenhang mit Tierwanderungen verwendet wurde. Die konkreten Auslöser und inneren (physiologischen) Zustandsänderungen, das heißt die eigentlichen Ursachen, die letztlich zur Handlungsbereitschaft mit der Folge eines Ortswechsels führen, sind bis heute zumeist unbekannt. Als gesichert gilt allerdings, dass das vom Beobachter als Wandertrieb bezeichnete Verhalten beispielsweise durch Nahrungsmangel ausgelöst werden kann. Andere ungünstige Lebensbedingungen, die zu einem Ortswechsel führen, können im Mangel an geeigneten Plätzen für die Eiablage oder die Aufzucht der Jungen gesehen werden.
Die bekanntesten Tierwanderungen, die auf einen Wandertrieb zurückgeführt werden können, sind der Vogelzug, die Wanderung mancher Krötenarten und die Züge der Lemminge. Andere bekannte instinktbedingte Tierwanderungen sind die der Wandertauben, der Rentiere, Bisons, Robben, Heringe, Makrelen, und Aale. Bei Insekten beobachtet man den Wandertrieb u. a. bei Wanderheuschrecken, Libellen und Distelfaltern.